# Arboridia viniferata
Arboridia viniferata är en insektsart som beskrevs av Sohi och Sandhu 1971. Arboridia viniferata ingår i släktet Arboridia, och familjen dvärgstritar. Inga underarter finns listade i Catalogue of Life.